# Condylostylus varitibia
Condylostylus varitibia är en tvåvingeart som beskrevs av Van Duzee 1932. Condylostylus varitibia ingår i släktet Condylostylus och familjen styltflugor.
Artens utbredningsområde är Panama. Inga underarter finns listade i Catalogue of Life.